# Heimdall (Marvel Comics)
Pour les articles homonymes, voir Heimdall (homonymie).
Heimdall est un personnage de fiction, un Asgardien appartenant à l'univers de Marvel Comics. Créé par Stan Lee et Jack Kirby, d'après le dieu scandinave Heimdall, il apparaît pour la première fois dans le comic book Journey into Mystery #85, une aventure de Thor d'octobre 1962.
C'est l'un des habitants d'Asgard, il est le gardien du Bifröst.

## Biographie du personnage

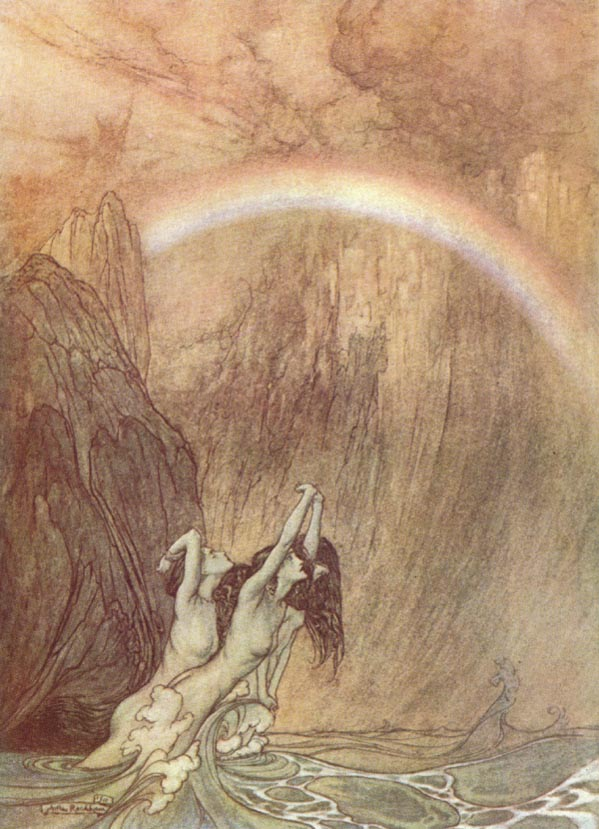
Le Bifröst illustré par le peintre britannique Arthur Rackham

### Origines
Fidèle du roi Odin, Heimdall est le frère de la guerrière Sif. Il est le gardien d'Asgard se tenant sur le pont arc-en-ciel Bifröst, depuis qu'il gagna ce poste en prévenant Asgard de l'arrivée imminente d'une troupe de géants et fit leur roi prisonnier.
Il est toujours resté fidèle à Odin, empêchant même le dieu Thor de traverser le pont quand son père l'interdisait. Il fut toutefois manipulé par Loki.

### Défenseur du royaume
Lorsque le royaume d'Asgard est envahie par les démons de Surtur, Heimdall ne peut repousser les hordes et le Pont est brisé. Heimdall se rapproche d'Amora l'Enchanteresse qui tombe amoureuse de lui. Quand Skurge est tué, il la réconforte. Il aide aussi Balder à repousser les assassins du dieu Seth. Il affronte Surtur, déguisé en Odin, puis mène les légions d'Asgard contre Ymir. Au retour d'Odin, Heimdall reçoit une portion de ses pouvoirs pour réparer le Pont. Il reprend ensuite son poste de sentinelle.

### Trahison et bannissement
Odin rentre bientôt en phase de sommeil divin et passe son pouvoir à Heimdall pour diriger Asgard jusqu'à son réveil. Loki tente de prendre possession du corps d'Odin et fait passer Heimdall pour un traître, et il est ensuite banni dans la Dimension du Rêve, où il est torturé par le démon Cauchemar. L'Enchanteresse affronte le démon pour libérer le gardien, et Eric Masterson aide à rendre à Odin son corps, ainsi que celui de Thor.

### Perte et mort
Heimdall et Amora se séparent quand cette dernière se rend compte que son devoir de guerrier était plus grand que son amour pour elle.
Pour protéger son peuple d'un faux Ragnarök, Odin dissimule les Asgardiens sous la forme de mortels, et Heimdall devient alors Donald Velez. Il rejoint les autres Dieux Perdus et tous affrontent le dieu Seth. Les Asgardiens repoussent le dieu de la mort, avant d'être tous capturés par les Dieux Sombres. Ils sont finalement sauvés par Thor.
Quand le véritable Ragnarök est déclenché par Loki et Surtur, Heimdall est tué au combat.

### Renaissance
Lorsque Thor brise le cycle de Ragnarök et restaure Asgard à Broxton dans l'Oklahoma, Heimdall se réincarne dans le corps d'un mortel, comme tous les Asgardiens. Thor le retrouve à La Nouvelle-Orléans et lui rend son essence asgardienne. Heimdall se sert de ses pouvoirs pour localiser les membres de son peuple, éparpillés à travers la Terre. Seule sa sœur Sif n'est pas retrouvée, dissimulée par la magie de Loki.
Quelque temps plus tard, il combat au cours du Siège d'Asgard. Étant donné sa fonction et ses capacités, il est l'une des premières cibles de Norman Osborn.

## Pouvoirs, capacités et équipement
Heimdall est un Asgardien et a les capacités inhérentes à sa race. Il possède une force et une endurance surhumaines, et ses tissus sont trois fois plus épais que ceux d'un être humain, le protégeant contre les impacts de balle. Parmi les Asgardiens, il est l'un des plus forts, n'étant battu que par une poignée d'Asgardiens. Sa constitution le protège contre les maladies terrestres.
Heimdall possède des sens accrus extraordinaires. Il voit tout ce qui se passe sur Asgard et peut aussi observer Midgard. Sa vision défie les lois de l'espace-temps et il peut prévoir l'arrivée d'ennemis deux jours avant leur venue. En se concentrant, il peut détecter la force vitale des Asgardiens à travers les Neuf Mondes.
Heimdall est un guerrier accompli, à l'aise avec épées, boucliers, et lances. Il est toujours vêtu d'une armure et d'un casque. Il possède la Gjallerhorn, une corne mystique ("Yelling Horn") que l'on peut entendre à travers tout Asgard. Il utilisait pendant un temps Golltoppr, un destrier rapide. Au combat, il se sert d'une épée enchantée en uru, qui possède le pouvoir de déguiser magiquement son porteur et d'émettre des flammes bleues brûlantes.

## Apparitions dans d'autres médias

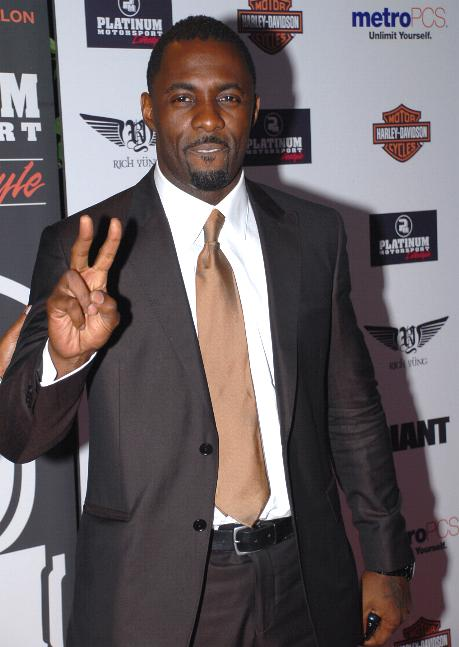
Idris Elba incarne Heimdall dans l'Univers cinématographique Marvel

Sauf indication contraire, les informations mentionnées dans cette section peuvent être confirmées par la base de données cinématographiques IMDb,  présente dans la section « Liens externes ».

### Films
Interprété par Idris Elba dans l'univers cinématographique Marvel
- 2011 : Thor réalisé par Kenneth Branagh[1]
- 2013 : Thor : Le Monde des ténèbres réalisé par Alan Taylor
- 2015 : Avengers : L'Ère d'Ultron réalisé par Joss Whedon
- 2017 : Thor: Ragnarok réalisé par Taika Waititi
- 2018 : Avengers: Infinity War réalisé par Anthony et Joe Russo
- 2022: Thor: Love and Thunder réalisé par Taika Waititi

### Télévision
- 2010-2011 : The Super Hero Squad Show (série d'animation)
- 2010 : Avengers: L'Équipe des super héros (série d'animation)
- 2013 : Avengers Rassemblement (série d'animation)

### Jeux vidéo
- 2006 : Marvel: Ultimate Alliance[2]
- 2011 : Thor: God of Thunder
- 2016 : Lego Marvel's Avengers
- 2022 : God of War: Ragnarök